# La sposa illegittima
La sposa illegittima (The Groom Wore Spurs) è un film statunitense del 1951 diretto da Richard Whorf.